# Шипово (община)
Шипово (на сръбски: Општина Шипово) е община, разположена в Република Сръбска, част от Босна и Херцеговина. Неин административен център е град Шипово. Общата площ на общината е 550.52 км2. Населението ѝ през 2004 година е 10 585 души.